# 둥쓰스탸오역
둥쓰스탸오역(중국어: 东四十条站)은 중국 베이징시 둥청구에 위치한 베이징 지하철 2호선의 역이다. 2024년 12월 15일 개통한 베이징 지하철 3호선의 시·종착역이기도 하다. 역 번호는 213이다.

## 위치 및 이용상황
이 역은 둥쓰스탸오교(东四十条桥) 둥쓰스탸오(東四十條)-노동자 경기장 북로(工人体育场北路) (핑안 대가 동서방향)와 차오양먼 북대가-둥즈먼 남대가(둥2환 남북방향) 교차로에 위치하고 있다. 노동자 경기장이 인접해 있어 베이징 중허 궈안 축구단의 홈경기 시작전과 종료후 자주 붐빈다.

## 역 구조

### 층별 구조
| 지면층   | 출입구                                  | A—D출입구                              |  |
| 지하 1층 | 대합실                                  | 고객 서비스 센터, 자동발매기, 개집표기 |  |
| 지하 2층 | 서부 대합실                             | 베이징 지하철 기관사 사업부            |  |
| 지하 2층 | ← ■ 2호선 외선 순환 방면 (둥즈먼)       |                                        |  |
| 지하 2층 | 섬식 승강장, 왼쪽 출입문이 열림         |                                        |  |
| 지하 2층 | → ■ 2호선 내선 순환 방면 (차오양먼)     |                                        |  |
| 지하 2층 | 동부 대합실                             | 베이징 지하철 기관사 사업부            |  |
| 지하 3층 | 서부 대합실                             | 베이징 지하철 기관사 사업부            |  |
| 지하 3층 | 환승 홀                                 | 2호선에서 3호선으로 환승홀             |  |
| 지하 3층 | 동부 대합실                             | 베이징 지하철 기관사 사업부            |  |
| 지하 4층 |                                         | ← ■ 3호선 하차 전용 승강장             |  |
| 지하 4층 | 섬식 승강장, 왼쪽 출입문이 열림         |                                        |  |
| 지하 4층 | → ■ 3호선 둥바베이 방면 (노동자 경기장) |                                        |  |

### 대합실
2호선 둥쓰스탸오 역에는 길목과 남북 양측에 각각 1개씩의 대합실이 설치되어 있으며, 건설연대가 빨라 승강장과 계단으로만 연결되어 있다.

### 승강장
둥쓰스탸오 역에는 현재 2호선 열차에 정차할 수 있는 섬식 승강장이 1개 설치되어 있으며, 동2순환도로 아래에 위치하고 있다. 승강장 중앙에는 예비된 승강장 입구가 설치되어 있다.

### 예비환승통로

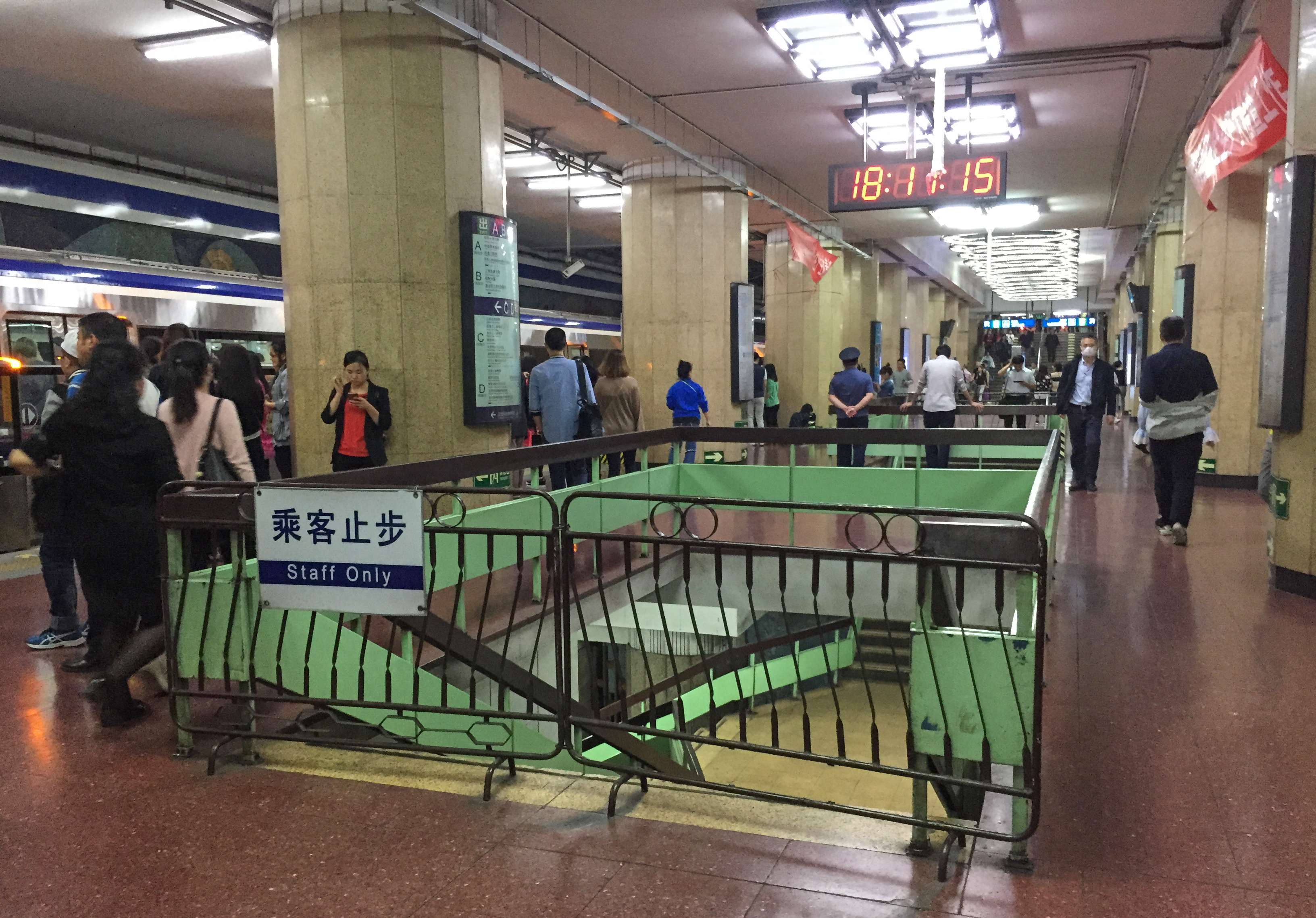
2호선 승강장 중부의 예비 하부층 승강장 입구

둥쓰스탸오 역 아래층에는 당시에 계획한 3호선의 승강장이 미리 남아 있었는데, 이 승강장은 둥쓰스탸오 역을 건설할 때 미리 건설되었으나, 3호선의 건설계획이 여러 차례 변경되어 방치되어 오랫동안 사용되지 않았다. 청소부들이 수시로 들어오고 있지만 특히 승강장 양 끝에는 먼지가 쌓였고 벽에는 "4가지 해를 없애자"는 등의 문구가 남아있었다. 입구에서 간단한 이동식 난간만 있고 경비원이 없어 호기심이 많은 승객들이 승강장에 들어가기도 한다. 이 승강장은 매우 넓어서, 둥쓰스차오 역은 1980년대 베이징 10 대건축의 목록에 올랐다.
이 승강장은 6량 객차, B형 차체(일명 C형 차체)를 기준으로 설계되었으나, 2016년 3호선 계획이 재개될 때, 지하철 3호선을 8량 객차, A형 차체를 기준으로 건설하기로 하였다. 그래서 예비 승강장은 사용하지 않고 대신 환승통로 용도로 바꾸기로 하였다. 그리고 지하의 승강장은 별도로 건설하게 되었다.

### 출입구

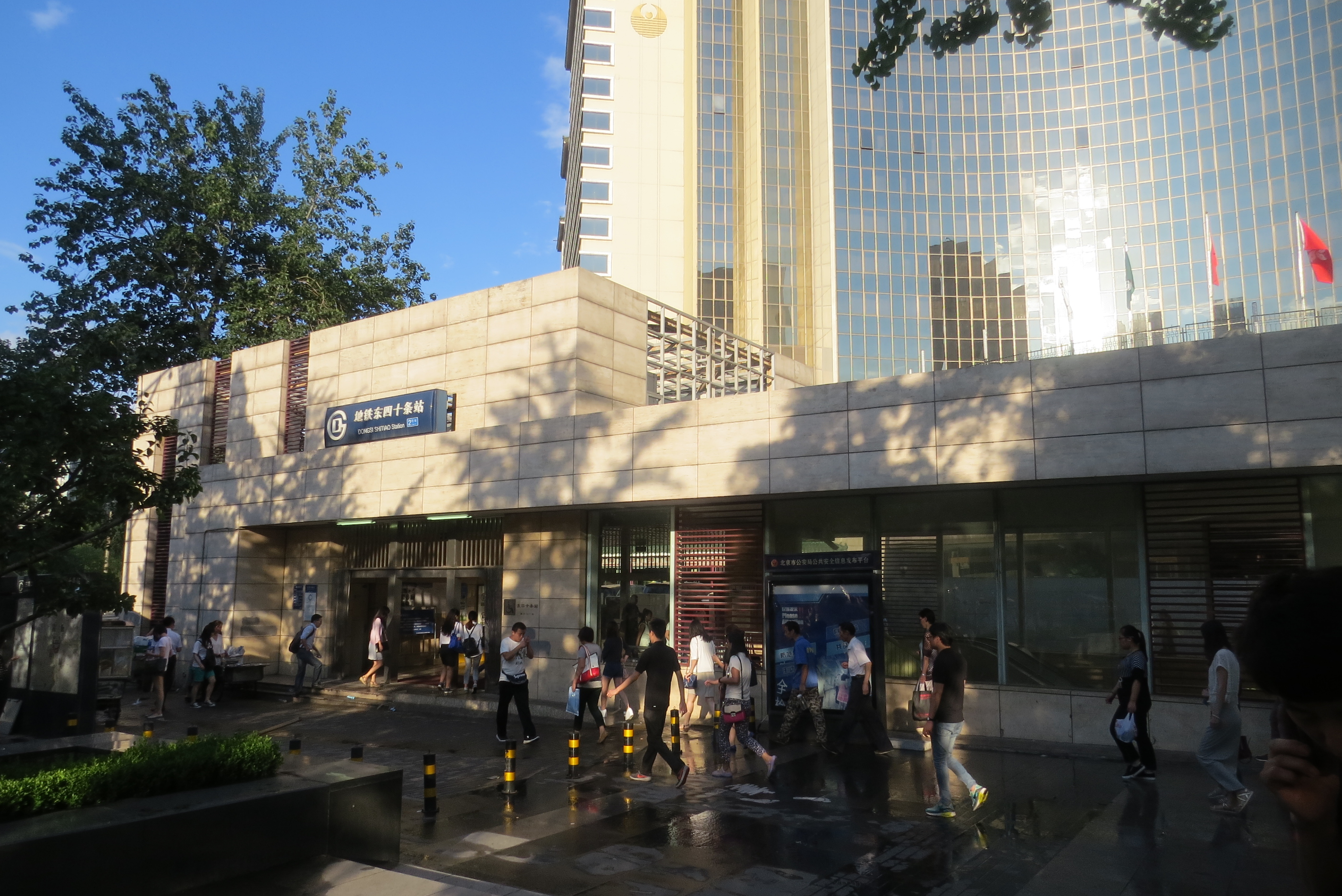
둥쓰스탸오 역 C출입구 (외측)

둥쓰스차오 역에는 4개의 출입구가 있으며(A(서북), B(동북), C(동남), D(서남)), 주변 정보는 아래와 같다.
|                                                                   | |
|                                                                   | |
| 출구                                                              | 출구 인근 |
| 出口 · A                                                          | 촨젠 빌딩(船检大厦), 중후이 광장(中汇广场)                                                                        |
| 出口 · B                                                          | 바오리 빌딩(保利大厦), 바오리 극장(保利剧院)                                                                      |
| 出口 · C                                                          | 올림픽 센터(港澳中心), 서우촹 빌딩(首创大厦), 그랜드 아시아 호텔(亚洲大酒店), 베이징 노동자 체육관, 노동자 경기장 |
| 出口 · D                                                          | 신바오리 빌딩(新保利大厦), 베이징 군구총 병원(北京军区总医院)                                                     |
| 아이콘 설명: 시각 장애인 안내 경로 \| 엘리베이터 \| 휠체어 리프트 | |

이 역은 2호선 최초로 승강장에 엘리베이터가 설치된 역이다.

### 예술 작품
노동자 경기장과 베이징 노동자 체육관이 인접해 있기 때문에, 2호선 승강장 벽화 두가지  모두 스포츠를 주제로 하고 있다.  이 중 외선순환 승강장에 있는 도판벽화《华夏雄风》은 옌상더(严尚德) 등이 제작하여 무술수행의 30여가지 인믈상을 보여주고 있으며, 내선순환 승강장에는 내환 방향 승강장의 도판벽화 《走向世界》는 리화지(李化吉), 촨정환(权正环)이 제작하여 당대의 경기운동을 보여주고 있다. 또 2호선 승강장 천장의 조명은 여러 개의 고리가 겹쳐진 모양으로 올림픽 오륜기를 형상화하여 전 세계인들의 단결과 우정을 도모하고 함께 나아가는 분위기를 상징한다.